# VW Brasília
Der VW Brasília war eine brasilianische Eigenentwicklung eines Kombiwagens des Herstellers Volkswagen do Brasil. Das Fahrzeug wurde von 1973 bis März 1982 in rund einer Million Exemplaren in Brasilien und von 1974 bis 1982 in Mexiko produziert, dazu ab März 1976 unter der Bezeichnung VW Igala auch in Nigeria montiert.
Die Grundkonstruktion und etliche Details der Brasília-Modelle stammen vom VW Käfer. Trotz der Ähnlichkeit mit den 411/412er-Modellen hat der Brasilia keine selbsttragende Karosserie. Die Bodengruppe hat auch keine Ähnlichkeit mit der des VW Typ 3, sie stammt vom Käfer (mit verbreiterten Bodenplatten wie bei VW Karmann-Ghia Typ 14 und VW Typ 181), wurde aber in Details verändert. Die Wagenheberaufnahmen sind anders, die Befestigung der Vorderachse wurde geändert, der Mitteltunnel ist tiefer und unter dem Drehstabrohr ist eine Verstärkung wie beim Typ 181 angeschweißt. Den Wagen kann man als Weiterentwicklung des Volkswagen-Prototyps EA 97 aus dem Jahr 1960 für Lateinamerika betrachten. Er hatte im Gegensatz zum Typ 3 keinen sogenannten Flachmotor, sondern den wegen des Gebläsekastens hoch bauenden Käfermotor (wahlweise auch mit zwei Vergasern). Volkswagen do Brasil hatte von 1968 bis 1977 einen eigenen VW 1600 im Angebot, der nach einem Facelift im Jahr 1971 dem VW Brasília stark ähnelte. Die Doppelscheinwerfer wurden vom VW SP2 übernommen und kamen ab dem Modelljahr 1973 auch beim dann 412 genannten VW Typ 4 zum Einsatz.
Von diesem Typ sind vor allem auf dem Land in Südamerika noch zahlreiche Exemplare anzutreffen, aber auch in Portugal und auf den Kanarischen Inseln ist es möglich, derartige Fahrzeuge zu finden.

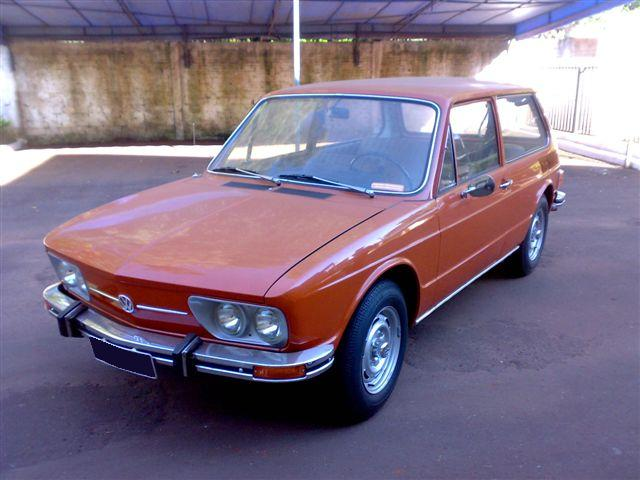
Volkswagen Brasília
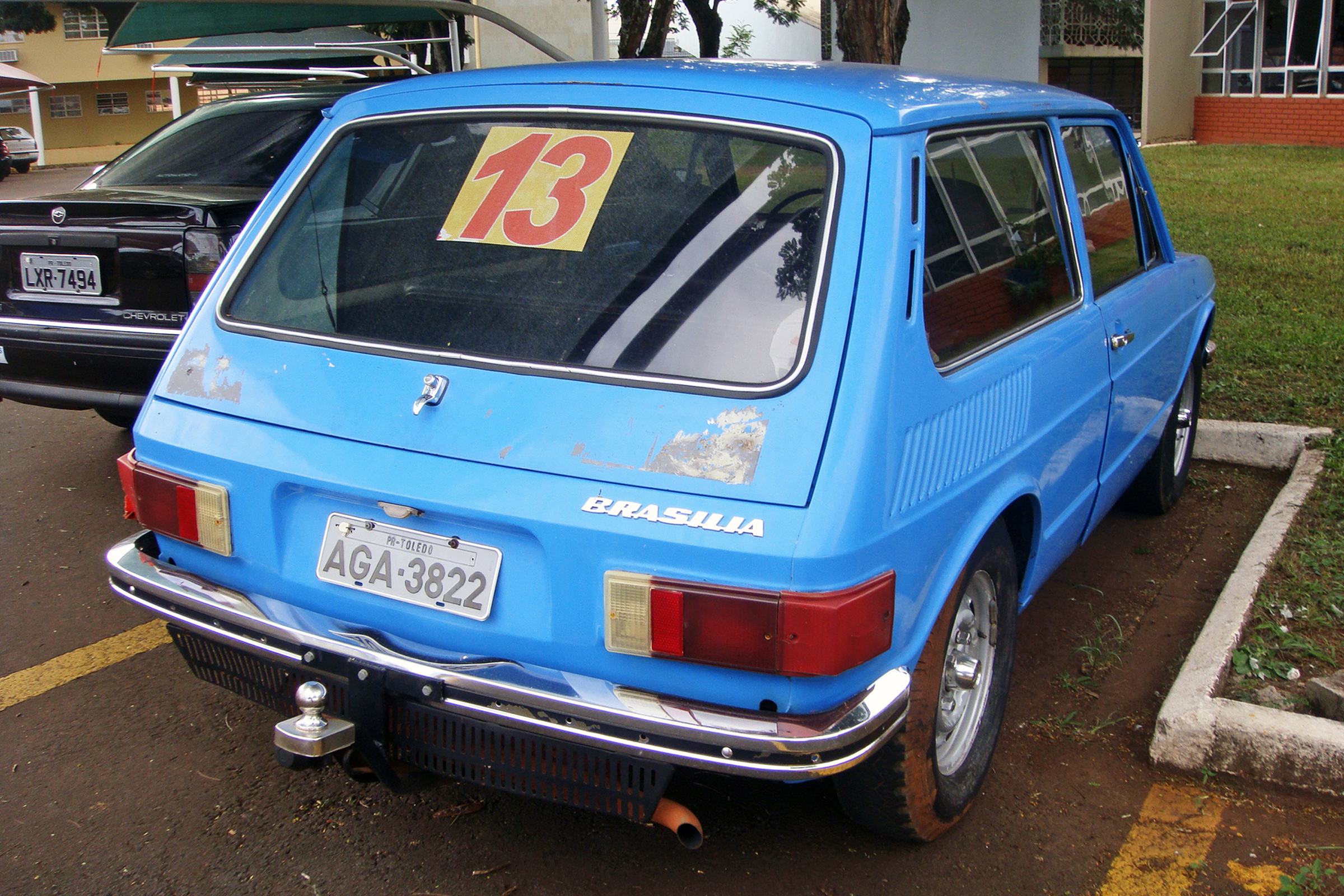
Volkswagen Brasília, Heckansicht
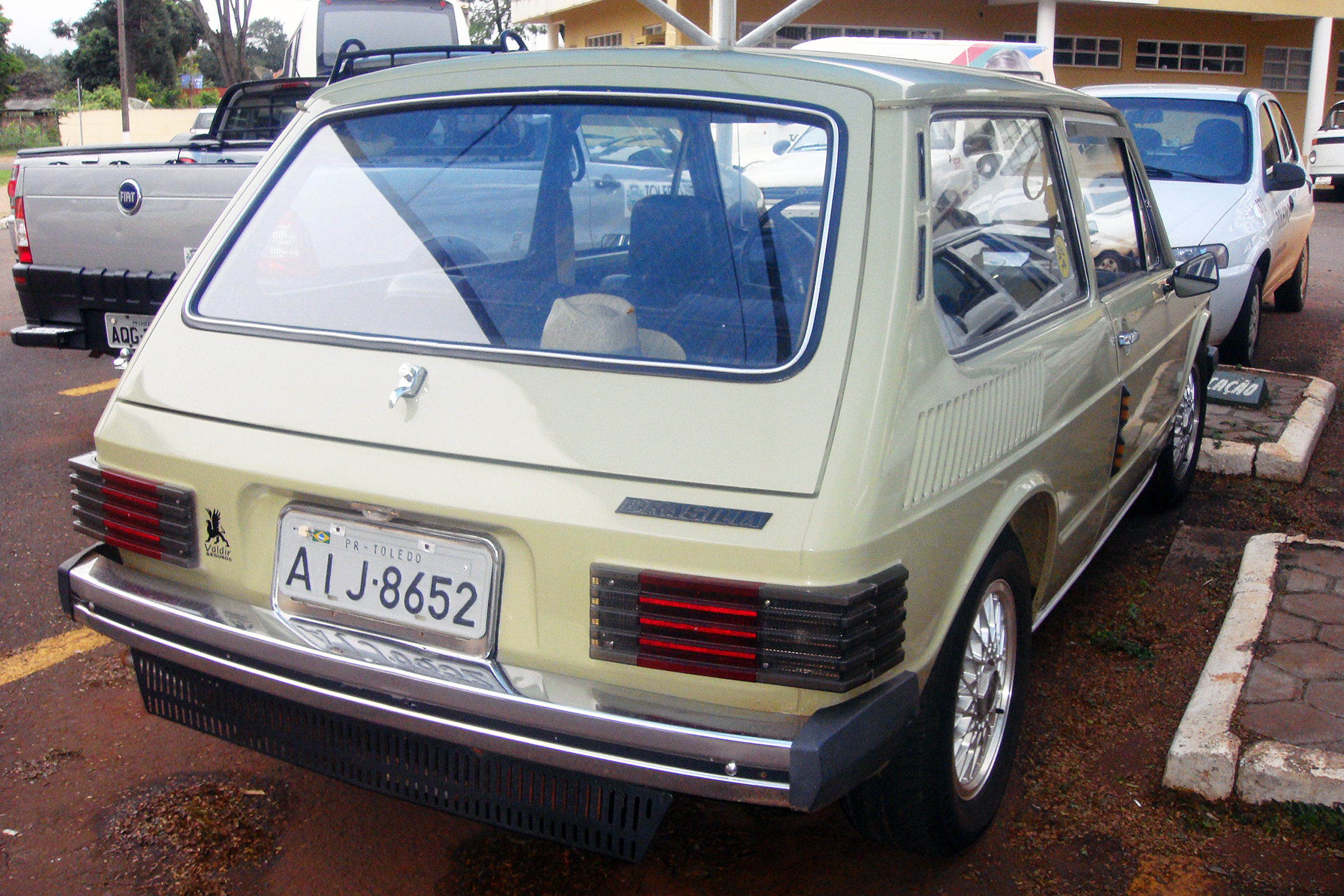
Volkswagen Brasília, Heckansicht, neue Rückleuchten und Stoßstangen
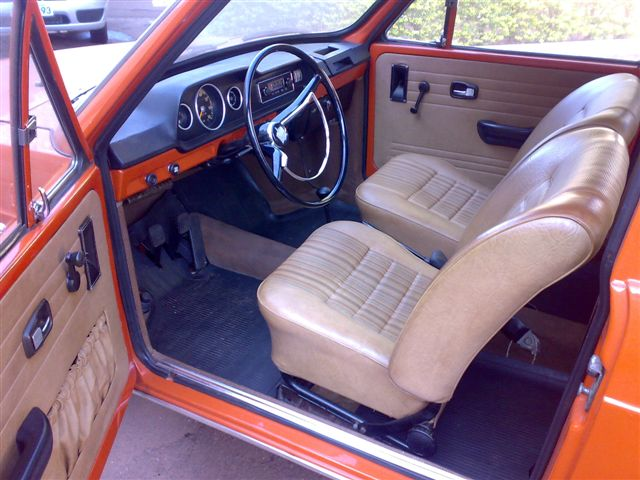
Volkswagen Brasília, Innenraum
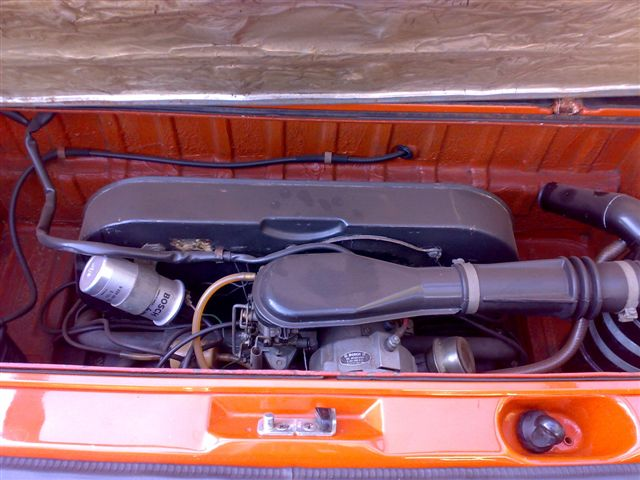
Motor des Volkswagen Brasília: kein Flachmotor
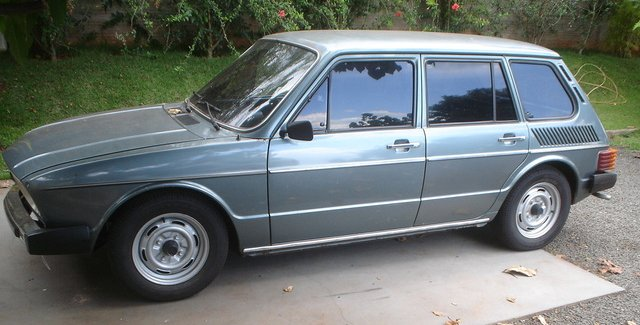
Volkswagen Brasília/Igala: auch mit fünf Türen verfügbar

## Produktionszahlen und technische Daten
| Jahr     | 1974 | 1975 | 1976    | 1977    | 1978    | 1979    | 1980    | 1981   | 1982  |
| -------- | ---- | ---- | ------- | ------- | ------- | ------- | ------- | ------ | ----- |
| Brasilia | ?    | ?    | 166.562 | 160.106 | 166.992 | 164.456 | 107.740 | 28.659 | 2.874 |

| VW                                    | Brasília                                                                                        | Brasília S                                                                                      |
| ------------------------------------- | ----------------------------------------------------------------------------------------------- | ----------------------------------------------------------------------------------------------- |
| Motor:                                | 4-Zylinder-Boxermotor (Viertakt), Heckmotor                                                     | 4-Zylinder-Boxermotor (Viertakt), Heckmotor                                                     |
| Hubraum:                              | 1584 cm³                                                                                        | 1584 cm³                                                                                        |
| Bohrung × Hub:                        | 85,5 × 69 mm                                                                                    | 85,5 × 69 mm                                                                                    |
| Leistung bei 1/min:                   | 37 kW (50 DIN-PS) bei 4200                                                                      | 40 kW (54 DIN-PS) bei 4200                                                                      |
| Max. Drehmoment bei 1/min:            | 108 Nm bei 2200                                                                                 | 106 Nm bei 3000                                                                                 |
| Verdichtung:                          | 7,2:1                                                                                           | 7,2:1                                                                                           |
| Gemischaufbereitung:                  | 1 Fallstromvergaser Solex H30PIC                                                                | 1 Fallstromvergaser Solex 32 PDSIT                                                              |
| Ventiltrieb:                          | Zentrale Nockenwelle, Antrieb über Zahnräder, Leichtmetall-Zylinderköpfe und -Motorblock        | Zentrale Nockenwelle, Antrieb über Zahnräder, Leichtmetall-Zylinderköpfe und -Motorblock        |
| Kühlung:                              | Luftkühlung (Gebläse)                                                                           | Luftkühlung (Gebläse)                                                                           |
| Getriebe:                             | 4-Gang-Getriebe, Mittelschaltung Hinterradantrieb                                               | 4-Gang-Getriebe, Mittelschaltung Hinterradantrieb                                               |
| Radaufhängung vorn:                   | Kurbellenkerachse, Quertorsionsstäbe                                                            | Kurbellenkerachse, Quertorsionsstäbe                                                            |
| Radaufhängung hinten:                 | Pendelachse, Längslenker, diagonale Ausgleichsfeder, Quertorsionsstäbe                          | Pendelachse, Längslenker, diagonale Ausgleichsfeder, Quertorsionsstäbe                          |
| Bremsen:                              | Vierrad-Trommelbremsen a. W. Scheibenbremsen vorne (Durchmesser 27,8 cm), Trommelbremsen hinten | Vierrad-Trommelbremsen a. W. Scheibenbremsen vorne (Durchmesser 27,8 cm), Trommelbremsen hinten |
| Lenkung:                              | Schneckenlenkung                                                                                | Schneckenlenkung                                                                                |
| Karosserie:                           | Stahlblech, auf Zentralrohrrahmen                                                               | Stahlblech, auf Zentralrohrrahmen                                                               |
| Spurweite vorn/hinten:                | 1320/1360 mm                                                                                    | 1320/1360 mm                                                                                    |
| Radstand:                             | 2400 mm                                                                                         | 2400 mm                                                                                         |
| Abmessungen:                          | 4015 × 1605 × 1430 mm                                                                           | 4015 × 1605 × 1430 mm                                                                           |
| Leergewicht:                          | 890–900 kg                                                                                      | 890–900 kg                                                                                      |
| Höchstgeschwindigkeit (Werk):         | 130 km/h                                                                                        | 138 km/h                                                                                        |
| 0–100 km/h (Werk):                    | 21 s                                                                                            | 18 s                                                                                            |
| Verbrauch (Liter/100 Kilometer, DIN): | 9,1 N                                                                                           | 9,1 N                                                                                           |